# Länsrätten i Stockholms län
Länsrätten i Stockholms län var en av Sveriges länsrätter. Dess domkrets omfattade Stockholms län. Kansliort var Stockholm. Länsrätten i Stockholms län låg under Kammarrätten i Stockholm. Länsrätten i Stockholms län var Sveriges största domstol.
Större delen av Stockholms län hör från den  15 februari 2010 till domkretsen för Förvaltningsrätten i Stockholm, medan de nordligaste kommunerna tillhör domkretsen för Förvaltningsrätten i Uppsala.

## Domkrets
Eftersom Länsrättens i Stockholms län domkrets bestod av Stockholms län, omfattade den följande kommuner:
| Botkyrka | Järfälla  | Nynäshamn  | Stockholm    | Upplands Väsby |
| Danderyd | Lidingö   | Salem      | Södertälje   | Vallentuna     |
| Ekerö    | Nacka     | Sigtuna    | Täby         | Vaxholm        |
| Haninge  | Norrtälje | Sollentuna | Tyresö       | Värmdö         |
| Huddinge | Nykvarn   | Solna      | Upplands-Bro | Österåker      |

Beslut av kommunala myndigheter i dessa kommuner överklagades som regel till Länsrätten i Stockholms län. Mål om offentlighet och sekretess överklagades dock direkt till Kammarrätten i Stockholm.

## Centrala statliga myndigheter vars beslut överklagades till Länsrätten i Stockholms län
Beslut av Skatteverket som överklagades till länsrätt skulle tas upp av Länsrätten i Stockholms län om beslutet avsåg ärende enligt lagen (2004:629) om trängselskatt.

## Migrationsdomstol
Förutom de allmänna förvaltningsrättsliga mål som överklagades till länsrätten från länet, var Länsrätten i Stockholms län migrationsdomstol.